# آنجلو مایر
آنجلو مایر (انگلیسی: Angelo Mayer؛ زادهٔ ۱۰ سپتامبر ۱۹۹۶) بازیکن فوتبال اهل آلمان است.
از باشگاه‌هایی که در آن بازی کرده‌است می‌توان به باشگاه فوتبال بایرن مونیخ ۲ اشاره کرد.
وی همچنین در تیم‌های ملی فوتبال Germany national under-16 football team، جوانان آلمان، جوانان آلمان، و جوانان آلمان بازی کرده‌است.